# O. T.
O. T. er en roman af H.C. Andersen (1836). Titlen henviser dels til hovedpersonen Otto Thostrups initialer, dels til Odense Tugthus.

## Første hoveddel
Romanen er inddelt i to hoveddele, der består af henholdsvis 20 og 26 kapitler. Efter en kort fortale om glæden ved at blive student skildres i første hoveddels kapitel II-VI forholdet mellem den unge baron Vilhelm og den mere melankolske Otto Thostrup fra Lemvig-egnen, der ikke synes at befinde sig godt i det glade studerterliv. Også bipersonerne Jonas og Eva (en dreng og en ung pige fra fattige kår, der fascinerer Vilhelm) samt Sophie (Vilhelms søster) introduceres. Højdepunktet i disse første kapitler indfinder sig i Dyrehaven, hvor det kommer til et foreløbigt brud mellem Vilhelm og Otto på grund af Vilhelms manglende forståelse for en voldsom og pludselig sindsbevægelse hos Otto. De to studenter kommer imidlertid hurtigt overens igen og forlader København for at besøge deres familier. 
Kapitel VIII-XI foregår på Fyn, på Vilhelms fødegård, hvor Otto møder Vilhelms søstre Sophie og Louise. Han besnæres af den udadvendte Sophie, mens Louise fremstår mere simpel og provinsiel. Generelt er stemningen i disse kapitler let og lystig, men ved synet af svinepigen Sidsel, der ved et gilde på gården gør tilnærmelser til begge de to unge herrer, væmmes Otto og falder igen hen i en mørk og fortvivlet sindsstemning, hvis egentlige baggrund forbliver uvis.
Resten af første hoveddel (dvs. kapitel XIII-XX) udspiller sig i Jylland, hvor Otto uden Vilhelms ledsagelse opsøger sit eneste tilbageværende familiemedlem, sin bedstefar Oberst Thostrup, som imidlertid viser sig netop at være afgået ved døden. I samtaler om episoder i fortiden med bedstefaderens efterladte husholderske Rosalie (og siden med en anden kvinde fra egnen) løftes lidt af sløret for, hvad baggrunden er for Ottos mørke sind: Som barn var Otto en vild knægt, der af tateren Heinrich fik tatoveret bogstaverne O. T. Den stolthed, hvormed han som dreng bærer disse sine initialer på skulderen får imidlertid et alvorligt knæk, da han som 17-årig atter møder Heinrich og viser ham tatoveringen. Heinrich genkender ikke Otto, men indlæser en betydning i bogstaverne, som omstyrter Ottos verden. Denne fortvivlelse forstærkes yderligere, da den unge Otto får Heinrichs tydning bekræftet og uddybet af sin bedstefader. Det viser sig desuden at Ottos underlige opførsel i Dyrehaven først i romanen skyldes endnu en konfrontation med Heinrich, og på vej bort fra Lemvig møder Otto ham atter.

## Anden hoveddel
Anden hoveddel begynder som den første i København (kapitel I-X), hvor Vilhelm og Otto består endnu en eksamen. Forholdet imellem dem er fortsat besværet af Ottos forstemthed, som Otto dog med mellemrum formår at skjule. Han optræder således charmerede hos den pæne borgerfamilie Berger, som til gengæld har noget andet at skjule, idet både sønnen Hans Peter og familiens overhoved opsøger samme prostituerede og deler en hemmelighed om den smukke Eva. Andre er også besnæret af Eva: Vilhelm bedyrer over for Otto at han elsker hende, og Vilhelms moder tager hende til Fyn som tjenestepige.
I kapitel XI-XXII besøger Otto atter Vilhelms fødegård. Hans kærlige følelser over for Sophie tiltager for hvert kapitel, men han tøver med at fri, fordi hans hemmelighed står i fare for at blive kendt, hvilket vil ødelægge hans mulige lykke. En nat udsættes gården for et tyveri, som det snart viser sig den hæslige Sidsel står bag. Hun låses inde på et loftsværelse for natten, men da Heinrich opsøger Otto og bekendtgør, at svinepigen i virkeligheden er hans kødelige søster, befrier den bestyrtede Otto hende. Dette opdager Louise, som imidlertid – da Otto afslører sin hemmelighed og bønfalder hende om at påtage sig skylden – afbøder de følger situationen ellers ville have haft for Otto. Ikke mange dage efter rammes Otto af et nyt chok, da Sophie viser sig at være blevet forlovet med den velstående, men åndeligt fattige, kammerjunker fra nabogården. Vilhelm frier til Eva, som grædende takker nej. 
De sidste fire kapitler (XXIII-XXVI) udgør tidsligt såvel som rumligt fire afgrænsede enheder. Kapitel XXIII er et tilbageblik til Ottos barndom, hvor årsagen til hans plagede sind kommer for en dag. Det viser sig, at Otto er barn af en Johanne Marie, som fødte ham og en datter i Odense Tugthus. Her var hun havnet fordi hun havde taget skylden for nogle tyverier, som Oberst Thostrups søn havde begået. Moderen døde umiddelbart efter fødslen, hvorfor de to tvillinger voksede op i tugthuset, hvor også Heinrich var indsat. 
I kapitel XXIV er handlingen igen henlagt til romanens nutid, og mens Otto og Vilhelm er på en udenlandsrejse til Italien, afslører også Eva Louise sin hemmelighed. Herved viser det sig, at det er Eva, der er Ottos virkelige søster, og at de to som seks-årige blev adskilt da den forduftede far (Oberst Thostrups søn) i et brev til obersten påtog sig faderskabet. Herefter rejste obersten til Lemvig med Otto, men lod søsteren blive hos sine plejeforældre i tugthuset, hvorfra hun senere kom til København. Samme dag som Eva afdækker disse sammenhænge dør hun.
I lyset af Evas død kommer et veloplagt rejsebrev fra Vilhelm (kapitel XXV) til at stå i et tragisk lys, fordi det af brevet tydeligt fremgår, at han stadig elsker hende efter mange måneder i Italien. I kontrast hertil er den tragiske stemning fuldstændigt fraværende i romanens sidste kapitel (kapitel XXVI), hvor Otto står for at skulle giftes med Louise og flytte med hende til en gård ved Vejle. Samtidig omkommer hans plageånder Heinrich og Sidsel ved et forlis ved Vesterhavskysten.

## Eksterne link
- O.T. Arkiveret 18. december 2005 hos  Wayback Machine, Arkiv for Dansk Litteratur